# Pointe du Génépy
La Pointe du Génépy (3.551 m s.l.m.) è una montagna del Massiccio della Vanoise nelle Alpi Graie. Si trova nel dipartimento della Savoia.

## Caratteristiche
La montagna è collocata lungo la cresta che dal Dôme de l'Arpont scende alla Pointe de Labby.

## Salita alla vetta
Si può salire sulla montagna partendo dal Refuge de la Dent Parrachée. Dal rifugio si sale e si contorna il Lac du Génépy; in seguito si risale il Glacier de Labby fino al Col de Labby (3.300 m). Dal colle attraverso il Passage de Rosoire si arriva alla cresta finale della montagna.